# إيريكا كارلسون
إيريكا كارلسون (بالسويدية: Erica Carlson)‏ هي ممثلة سويدية، ولدت في 4 أغسطس 1981 بترولهتان في السويد.

## وصلات خارجية
- إيريكا كارلسون على موقع IMDb (الإنجليزية)
- إيريكا كارلسون على موقع قاعدة بيانات الأفلام السويدية (السويدية)
- إيريكا كارلسون على موقع قاعدة بيانات الفيلم (الإنجليزية)